# کیرشکاو
کیرشکاو (به آلمانی: Kirschkau) یک شهر در آلمان است که در زاله-ارلا واقع شده‌است. کیرشکاو ۲۳۸ نفر جمعیت دارد.